# Igor Popov
Igor Vitalievitch Popov (en russe : И́горь Вита́льевич Попо́в), né le 30 juin 1937 à Novossibirsk et mort le 1er janvier 2014 à Moscou, est un artiste et architecte russe, directeur artistique du théâtre russe « L'école d'art dramatique ». Son travail est récompensé par les prix Triomphe (ru) et Masque d'or.

## Biographie
Igor Popov naît le 30 juin 1937 à Novossibirsk. En 1962, il est diplômé de l'Université d’État d'Architecture et d'Ingénierie civile de Novossibirsk (The Novosibirsk State University of Architecture and Civil Engineering). Au début des années 1970, il commence à travailler au théâtre. Trois ans plus tard, il assure la scénographie de Solo pour Horloge et Carillon (Соло для часов с боем), d'après la pièce d'Osvald Zahradník (ru) mise en scène par Oleg Efremov et Anatoli Vassiliev au Théâtre d'art de Moscou. De 1978 à 1984, il est le chef décorateur du Théâtre Stanislavski de Moscou. 
Il participe au projet architecte du nouveau bâtiment du Théâtre-école d'art dramatique d'Anatoli Vassiliev, rue Sretenka, pour lequel il reçoit en 1998 le prix d'État de la fédération de Russie. Pendant de nombreuses années, il collabore avec Anatoli Vassiliev au théâtre École d'art dramatique dont les locaux accueillent une exposition de ses œuvres pour le 25e anniversaire de l'établissement.
Il est décédé à Moscou et repose au cimetière Vostriakovo.

## Prix, honneurs et récompenses
- Lauréat du prix Masque d'or en 1997, pour le spectacle Les Lamentations de Jérémie
- Distingué Maître émérite des Arts de la Russie (заслуженный деятель искусств Российской Федерации) le 16 janvier 1998.